# Río de aguas claras

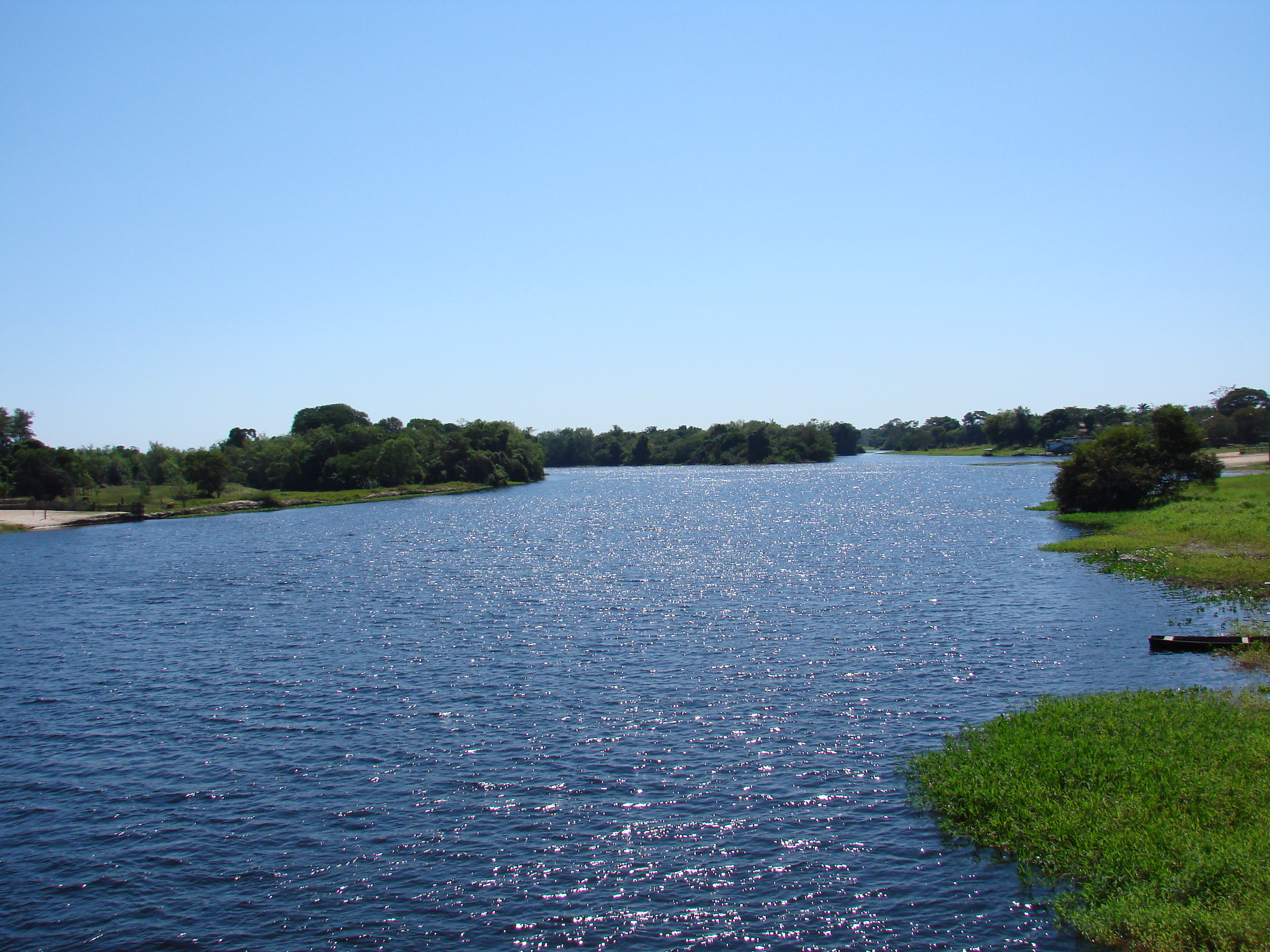
Río Iténez (Brasil), un río de aguas claras.

Los ríos de aguas claras pertenecen, junto a los ríos de aguas negras y los ríos de aguas blancas, a los tres tipos de ríos predominantes en las zonas del Trópico. 
Los ríos de aguas claras nacen en áreas de depósitos terciarios o en cordilleras del Paleozoico y son pobres en sedimentos y electrolitos. La conductividad del agua es baja; el nitrógeno y el fósforo están presentes en pequeñas cantidades. Debido a las buenas condiciones de iluminación y la disponibilidad constante de nutrientes la producción primaria es muy alta. Los ríos son pobres en moluscos. El pH varía entre ácido y neutro, en total entre 4.5 y 7.8, y en los ríos más grandes entre 6.0 y 6.7.
Los ríos de aguas claras se encuentran sólo en América del Sur y tienen un color característico de amarillo a verde oliva. El fondo de estos ríos es principalmente arena o roca. La visibilidad bajo el agua alcanza hasta los cuatro metros de profundidad. A pesar del bajo contenido de nutrientes, se ha desarrollado un entorno de vida diverso en los ríos de aguas claras, aunque no llegue a a alcanzar mayor diversidad en el entorno de los ríos de aguas blancas. En contraste con los ríos de aguas blancas y negras, las inundaciones en los ríos de aguas claras son muy ocasionales, por no decir raras. Claros ejemplos de este tipo de río son el Río Iténez, el Río Tapajós, el Río Xingú y el Río São Francisco. 
Las corrientes son raras en las selvas tropicales debido al alto poder de succión de los árboles. Una excepción son los bosques primarios de la Cuenca del Amazonas, donde son numerosas. La mayoría de estas corrientes son de agua clara con bajo contenido en electrolitos.